# Последний корабль
«После́дний кора́бль» (англ. The Last Ship) — американский постапокалиптический драматический телесериал-боевик производства Майкла Бэя и Брэдли Фуллера с их совместной компанией Platinum Dunes. Основан на одноимённом романе Уильяма Бринкли. В мае 2013 года телеканал TNT объявил о заказе 10 эпизодов первого сезона. Премьера состоялась 22 июня 2014 года.
18 июля 2014 года сериал был продлён на 13-серийный второй сезон.
11 августа 2015 года сериал был продлён на 13-серийный третий сезон. 31 июля 2016 сериал был продлен на 10-серийный четвёртый сезон. 8 сентября 2016 TNT заказал пятый сезон. 16 мая 2018 TNT объявил, что пятый сезон станет последним.

## Сюжет
После глобальной пандемии «красного гриппа», которая убила или заразила более 80 % мирового населения, команда (состоящая из 217 мужчин и женщин) изолированного неинфицированного эсминца ВМС США, вымышленного «Нэйтана Джеймса», должна попытаться найти лекарство и остановить вирус, чтобы спасти человечество.
В первом и втором сезонах основной сюжет построен на поисках и создании вакцины и лекарства, в дальнейшем матросам «Нэйтана Джеймса» приходится бороться с врагами, которые воспользовались всемирной эпидемией и паникой в корыстных целях: так, в конце первого и начале второго сезона команда корабля попала в ловушку Эми Грандерсон (матери лейтенанта Алиши, служащей на корабле) — высокопоставленной чиновницы, объявившей себя верховной властью США и строящей «новый мир» (одновременно убивая всех заражённых, даже после появления лекарства от вируса).
Во втором сезоне в борьбу вступают «культисты» (группа людей с иммунитетом против «красного гриппа», объявившая себе подобных новой расой избранных), в третьем — региональные лидеры США, пытающиеся упразднить федеральные органы власти и передать основные полномочия на места, а также власти Китая, ведущие свою игру в Азии.
В четвёртом сезоне, когда вирус был уже побеждён, возникла новая угроза — массовое заражение сельскохозяйственных культур т. н. «красной ржавчиной», делающей растения непригодными в пищу и грозившей глобальным голодом. Виновником этого вируса и главным антагонистом четвёртого сезона стал безумный учёный, мечтающий о мировом господстве.
В пятом сезоне, когда мирная жизнь в США начала активно восстанавливаться, вызов бросает вождь «Великой Колумбии», мечтающий объединить всю Латинскую Америку в единый фронт против США, и сумевший добиться определённых успехов благодаря тайным агентам и предателям.

## В ролях
= Главная роль в сезоне
     = Второстепенная роль в сезоне
     = Гостевая роль в сезоне
     = Не появляется

### Главные роли
| Эрик Дэйн            | Том Чандлер                 | 10 | 13 | 13 | 10 | 10 | 56 |
| Рона Митра           | Рейчел Скотт                | 10 | 13 |    |    |    | 23 |
| Адам Болдуин         | Майк Слэттери               | 10 | 13 | 13 | 10 | 10 | 56 |
| Чарльз Парнелл       | Рассел Джетер               | 10 | 13 | 13 | 10 | 10 | 56 |
| Сэм Спруэлл          | Куинси Тофет                | 9  | 1  |    |    |    | 10 |
| Трэвис Ван Винкл     | Дэнни Грин                  | 10 | 13 | 13 | 10 | 10 | 56 |
| Марисса Нейтлинг     | Кара Фостер (Грин)          | 9  | 12 | 13 | 10 | 10 | 54 |
| Кристина Элмор       | Алиша Грандерсон            | 10 | 13 | 13 | 7  | 5  | 48 |
| Джон Пайпер-Фергюсон | Кен «Текс» Нолан            | 9  | 13 | 3  |    | 1  | 26 |
| Джоко Симс           | Карлтон Бёрк                | 10 | 13 | 13 | 10 | 10 | 56 |
| Кевин Майкл Мартин   | Эрик Миллер                 | 9  | 10 | 13 | 10 | 10 | 52 |
| Брен Фостер          | Вольф «Человек-волк» Тейлор |    | 8  | 13 | 10 | 10 | 41 |
| Бриджит Риган        | Саша Купер                  |    |    | 13 | 10 | 10 | 33 |
| Эмерсон Брукс        | Джозеф Мейлан               |    |    | 5  | 9  | 9  | 23 |
| Джоди Тёрнер-Смит    | Азима Канди                 |    |    |    | 10 | 9  | 19 |
| Всего эпизодов       | Всего эпизодов              | 10 | 13 | 13 | 10 | 10 | 56 |

- Эрик Дэйн — Том Чандлер, капитан 2 ранга, командующий офицер корабля ВМС США «Nathan James DDG-151» (в третьем сезоне — Руководитель военно-морскими операциями США)[10][11] (все 5 сезонов)
- Рона Митра — Рейчел Скотт, микробиолог[1] (1-2 сезон)
- Адам Болдуин — Майк Слэттери, старший помощник, в третьем сезоне — капитан корабля[1], в пятом сезоне -адмирал.
- Чарльз Парнелл — Рассел Джетер, корабельный старшина, неофициальный капеллан судна[12]
- Сэм Спруэлл — Куинси Тофет, микробиолог[12]
- Трэвис Ван Винкл — Дэнни Грин, глава отряда «Морских котиков»[12]
- Марисса Нейтлинг — Кара Фостер (в третьем сезоне — Кара Грин), лейтенант, член команды, работающей в боевом информационном центре, в третьем сезоне — заместитель начальника штаба Белого дома[13], в пятом сезоне — капитан «Натана Джеймса»
- Кристина Элмор — Алиша Грандерсон, лейтенант, дежурный по кораблю[12], (1-5 сезон).
- Джон Пайпер-Фергюсон — Кен «Текс» Нолан, частный охранник, бывший солдат Сил специального назначения Армии США
- Джоко Симс — Карлтон Бёрк, лейтенант, глава судовой группы захвата[14],
- Кевин Майкл Мартин — Эрик Миллер, член судовой группы захвата[1], в 5 сезоне после подрыва на мине теряет ноги.(1-5 сезон).
- Брен Фостер — Вольф «Человек-волк» Тейлор, член Королевского австралийского военно-морского флота, присоединился к команде «Натана Джеймса» для совместных учений
- Михаэлла Макманус — Джеки Макена, лейтенант, член команды, работающей в боевом информационном центре[12]
- ЛаМоника Гарретт — Кэмерон Бёрк, лейтенант, офицер по управлению боевыми действиями
- Бриджит Риган — Саша Купер, бывший сотрудник военно-морской разведки под дипломатическим прикрытием в Китае, влюблена в Тома Чандлера. (3-4-5 сезон)
- Трейси Миддендорф — Дэриан Чандлер, жена капитана[1] (1 сезон)
- Равиль Исьянов — Константин Николаевич Русков, русский вице-адмирал[12] (1 сезон)
- Мозес Марк — Джеффри «Джефф» Миченер, бывший министр жилищного строительства и городского развития, Президент США
- Джон Котрэн — Говард Оливер, бывший мэр Сент-Луиса, Президент США после убийства Миченера
- Элизабет Рём — Элисон Шо, глава аппарата Белого дома
- Фернандо Чен — Пенг, Президент Китая
- Хироюки Санада — Токихая, бывший японский морской офицер, легендарный пират
- Элфри Вудард — Эми Грандерсон, высокопоставленная сотрудница министерства обороны США. Мать Алиши. (1-2 сезон)

## Список эпизодов
| Сезон | Сезон | Эпизоды | Оригинальная дата показа | Оригинальная дата показа |
| Сезон | Сезон | Эпизоды | Премьера сезона          | Финал сезона             |
| ----- | ----- | ------- | ------------------------ | ------------------------ |
|       | 1     | 10      | 22 июня 2014             | 24 августа 2014          |
|       | 2     | 13      | 21 июня 2015             | 6 сентября 2015          |
|       | 3     | 13      | 30 мая 2016              | 11 сентября 2016         |
|       | 4     | 10      | 20 августа 2017          | 8 октября 2017           |
|       | 5     | 10      | 9 сентября 2018          | 11 ноября 2018           |

## Производство
В июле 2012 года телеканал TNT заказал пилотный эпизод для планируемого телесериала по мотивам романа «Последний корабль» Уильяма Бринкли. Хэнк Стейнберг и Стив Кейн написали сценарий пилотного эпизода, а Джонатан Мостоу был назначен его режиссёром. Эпизод был снят в нескольких районах Сан-Диего, включая съёмки на борту американских эсминцев «Халсей» и «Дьюи», последний участвовал в съёмках, как вымышленный «Нэйтан Джеймс», и на корабле-музее «Айова».
Телесериал спродюсировала компания Platinum Dunes, включая Майкла Бэя, Брэдли Фуллера, Эндрю Форма, Хэнка Стейнберга и Стива Кейна в качестве исполнительных продюсеров. Стейнберг также выступил в качестве шоураннера телепроекта.

## Отзывы критиков
«Последний корабль» получил в основном удовлетворительные отзывы кинокритиков. На сайте-агрегаторе рецензий Metacritic он получил оценку 60 баллов из 100 на основе 21 «положительной или средней» рецензии. На другом сайте-агрегаторе рецензий Rotten Tomatoes у сериала 63 % «свежих» (положительных) рецензий, а средний рейтинг составляет 6 баллов из 10 на основе 27 рецензий. В общем отзыве сайта говорится следующее: «Размах блокбастера и хороший актёрский состав обеспечили гладкий спуск „Последнего корабля“ на воду, хотя в нём нет ничего, чего бы не видели раньше». Обозреватель Егор Москвитин (интернет-издание «Газета.Ru») положительно оценил сериал, похвалив его зрелищность, интригу и дороговизну. Другой обозреватель Евгений Ухов (интернет-портал «Film.ru») дал оценку 2 балла из 5, указав на вторичность, шаблонность и плохую актёрскую игру.